# Banko
Banko ist ein deutscher Familienname, der erstmals 1335 erwähnt wird.
Michael von Bank, und Johann de Banko (von Bank) legten den Grundstock zum Bau des  Breslauer Rathauses. Dies geht aus einer Stadtrechnung vom 19. Juni 1335 hervor.

Hier taucht erstmals der Name Banko auf und zwar in direktem Zusammenhang mit dem Breslauer Patriziergeschlecht Bank.

## Herkunft und Bedeutung
Der Name Banko könnte vielleicht ein Übername aus dem mittelhochdeutschen banc >Bank; Tisch; Gerichtsbank; Verkaufstisch<.  gewesen sein. Er kann aber auch als Herkunftsname zu den Ortsnamen Bank (Nordrhein-Westfalen), Banke bei Hitzacker (Niedersachsen), Bankau (Schlesien; bei Danzig) stehen.

## Verbreitung

Relative Häufigkeit des Familiennamens BANKO in Deutschland

Laut Geogen wurden in Deutschland 114 Einträge gefunden, die sich auf 48 verschiedene Landkreise aufteilen. Hochgerechnet auf die Gesamtbevölkerung sind etwa 304 Namensträger zu erwarten. Damit tritt der Name unterdurchschnittlich häufig auf. (Stand Januar 2010)

## Namensträger
- Jennifer Banko (* 1978), US-amerikanische Schauspielerin
- Julius Bankó (1871–1945), österreichischer Archäologe und Museologe
- Nicholas Banko US-amerikanischer Schauspieler
- Wabanko Banko (* 1960), kongolesischer Boxer
- Winston E. Banko (1920–2016), US-amerikanischer Ornithologe und Naturschützer

### Ausländischer Adel
- W. Rys Banko[2]
- Bankow[3]
- Bankó[4]